# Франковский, Леон
Франко́вский Леон (пол. Leon Frankowski; 25 марта 1843, Подляшье, — 16 апреля 1863, Люблин) — польский революционер.

## Биография
Родился 25 марта 1843 года в семье польских помещиков—земледельцев, Феликса и Джулии Франковских. У него было два брата Ян и Станислав. 
С 1857 года Франковский обучался в Варшаве. В 1860 году поступил в Реальное училище. Именно там Франковский вошёл в контакт с подпольными польскими националистическими организациями распространёнными среди студентов. Участвовал в ряде монифестаций. За порчу ограды у резиденции Александра Велёпольского во время одной из манифестаций в 1861 году Франковский был арестован и некоторое время отсидел в городской тюрьме. По неизвестной причине не был исключён из училища и продолжил распространять идеи о вооружённом мятеже среди студентов.

## Участие в Восстании 1863 года
С осени 1862 года комиссар Люблинского воеводства.  По плану он должен был собрать значительное соединение и занять Люблин.
Но ему удалось объединить под своим началом всего около 100 плохо вооруженных крестьян и студентов и создать из них подобие повстанческого отряда. Поэтому Франковский и не пытался атаковать ни Люблин, как было запланировано, ни даже Коньсковолю, где размещённые русские войска имели намного меньшую численность. 11 (23) января его отряд без боя занял Казимеж-Дольны.
12 (24 января) Франсковскому удалось уничтожить незначительный русский отряд под Куровом.
Военного значения стычка не имела. Вскоре повстанцы оказались под угрозой полного окружения регулярными войсками и ушли на юг, а затем перешли Вислу. Отряд разместился в окрестностях Сандомира недалеко от деревни Слупча на границе Люблинского и Свентокшидского воеводств.
Уже 27 января (8 февраля) его отряд был полностью уничтожен при Слупче (недалеко от Сандомежа), а сам Франковский был ранен и пленён в этой битве.
Приговорён к смертной казни через повешение. Казнён в Люблине 4 (16) апреля 1863 года. Похоронен в Люблине на кладбище на улице Липовой.

## Интересный факт
В его отряде служил святой Адам Хмелёвский.